# Eocottus veronensis
Eocottus veronensis è un pesce osseo estinto, appartenente ai perciformi. Visse nell'Eocene medio (circa 49 milioni di anni fa) e i suoi resti fossili sono stati ritrovati in Italia, nel famoso giacimento di Bolca.

## Descrizione
Questo pesce era di piccole dimensioni, e raramente raggiungeva la lunghezza di 10 centimetri. Era dotato di un corpo slanciato, con testa piccola e bassa. Le fauci erano ampie, e gli occhi grandi. Erano presenti due pinne dorsali, di cui la seconda era pressoché opposta alla pinna anale. La pinna caudale era grande e dal profilo arrotondato, non biforcuta. L'aspetto di questo pesce era molto simile a quello degli attuali scazzoni (Cottus gobio).

## Classificazione
Eocottus veronensis venne descritto per la prima volta nel 1796 da Volta, sulla base di resti fossili ritrovati nella famosa Pesciara di Bolca, in provincia di Verona. Il genere Eocottus venne però istituito da Arthur Smith Woodward nel 1901.
Eocottus, benché per lungo tempo attribuito alla famiglia attuale dei Cottidae, è stato in seguito ascritto a una famiglia a sé stante, Eocottidae, comprendente anche l'affine Bassanichthys, sempre proveniente da Bolca.

## Paleoecologia
Probabilmente Eocottus, come gli attuali scazzoni, era un predatore che viveva nei pressi del fondale. 